# Chester's
A Chester's International, conhecida como Chester's ou Chester's Chicken, é uma cadeia de restaurantes de fast food de frango frito sediada em Birmingham, Alabama, Estados Unidos. W.O. Giles fundou a Chester's em outubro de 1965 e adotou Chester the Chicken como o mascote da empresa emergente de serviços alimentícios, nomeado em homenagem ao personagem Chester Goode de Gunsmoke, um dos programas de TV favoritos de Giles. No final de 2012, a empresa mudou sua sede para Mountain Brook, no subúrbio de Birmingham, Alabama.

## Locais
A empresa começou a franquear seu conceito em julho de 2004 e cresceu para locais em linha em praças de compras e praças de alimentação de shopping centers. De acordo com a Entrepreneur, em novembro de 2022, a rede tinha mais de 1.098 locais em todo o mundo.

## Galeria

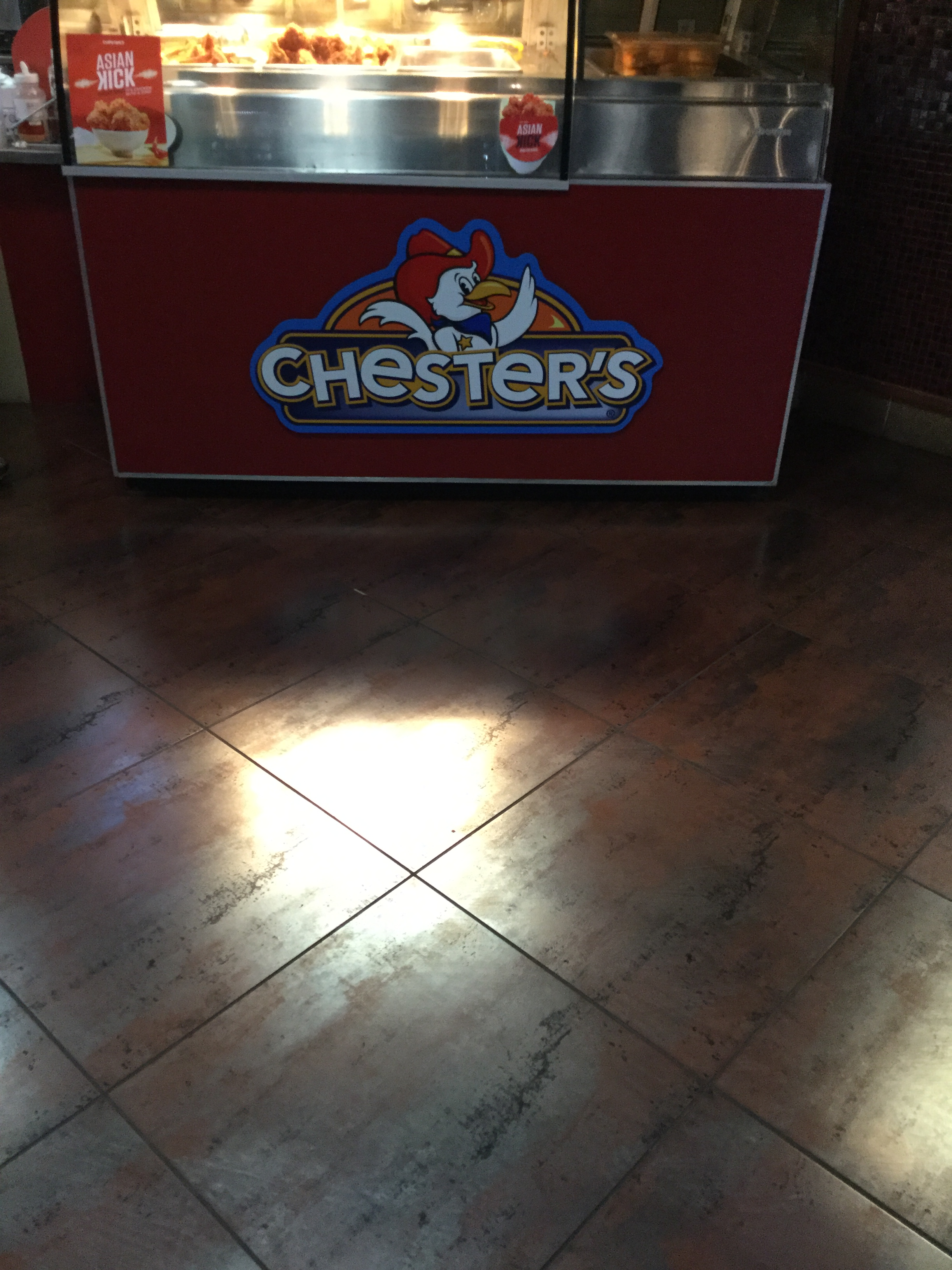
Balcão do Chester's Chicken
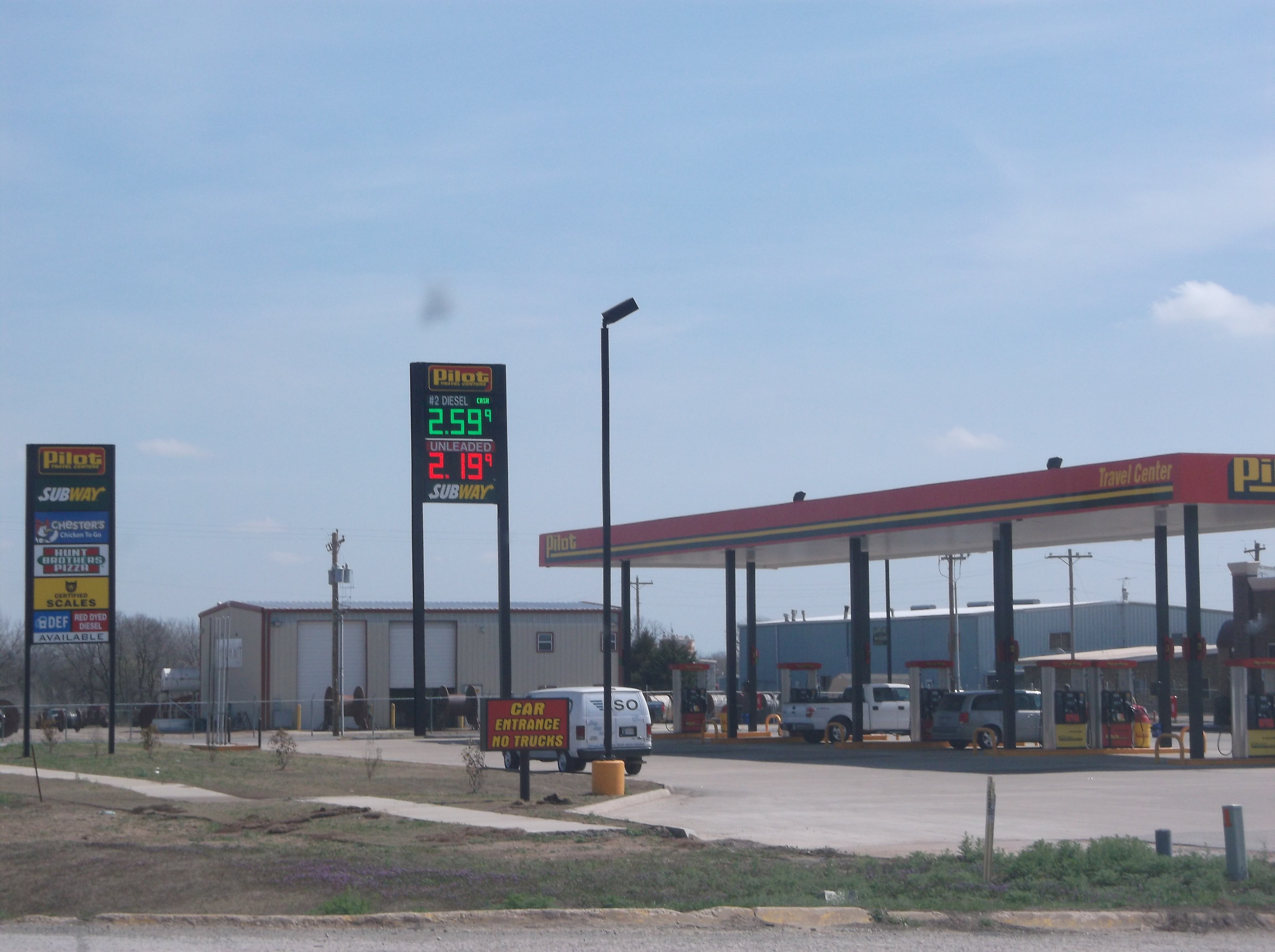
Parada de caminhão da Pilot com Chester's Chicken
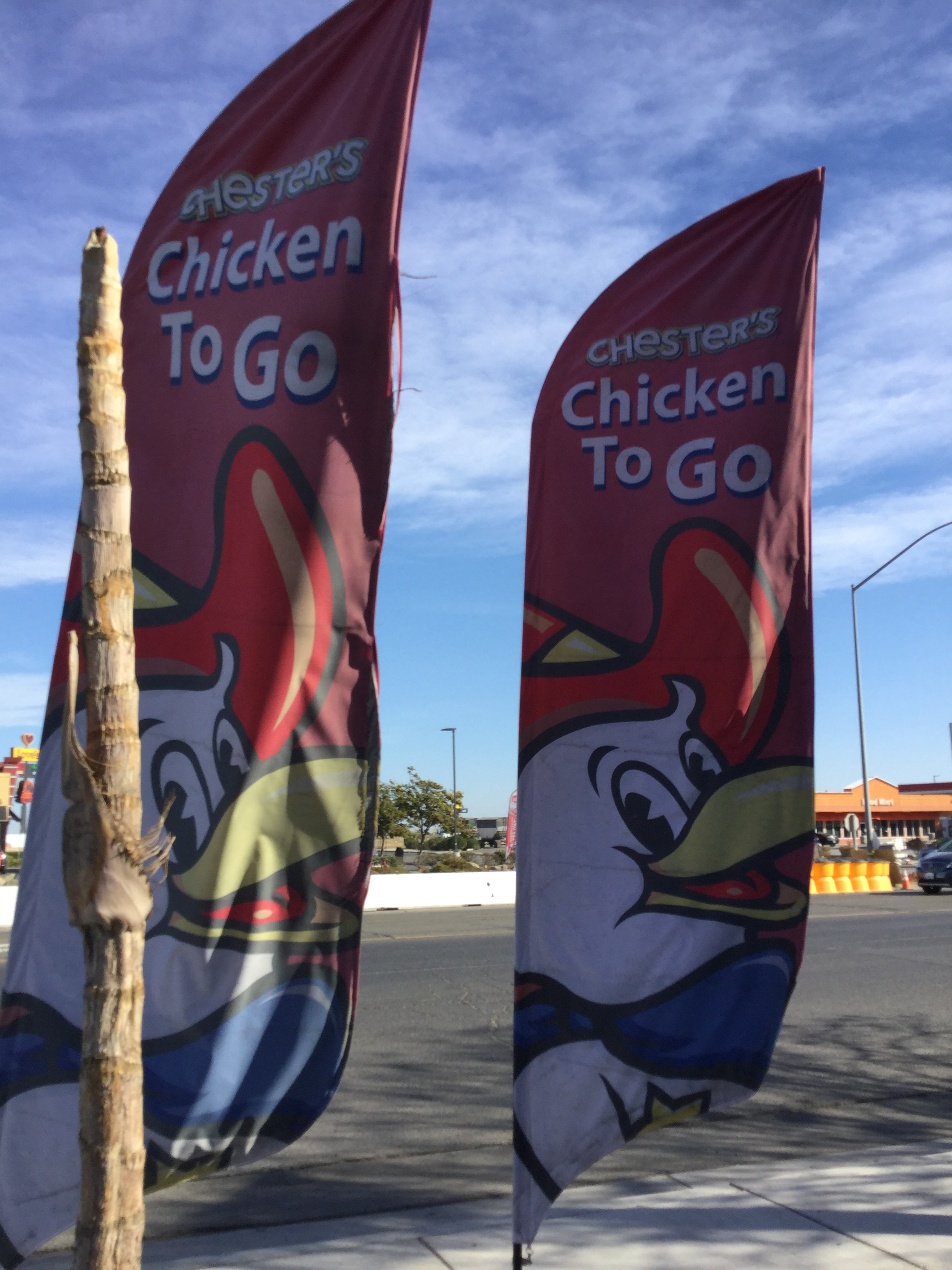
Banners de propaganda do Chester's Chicken
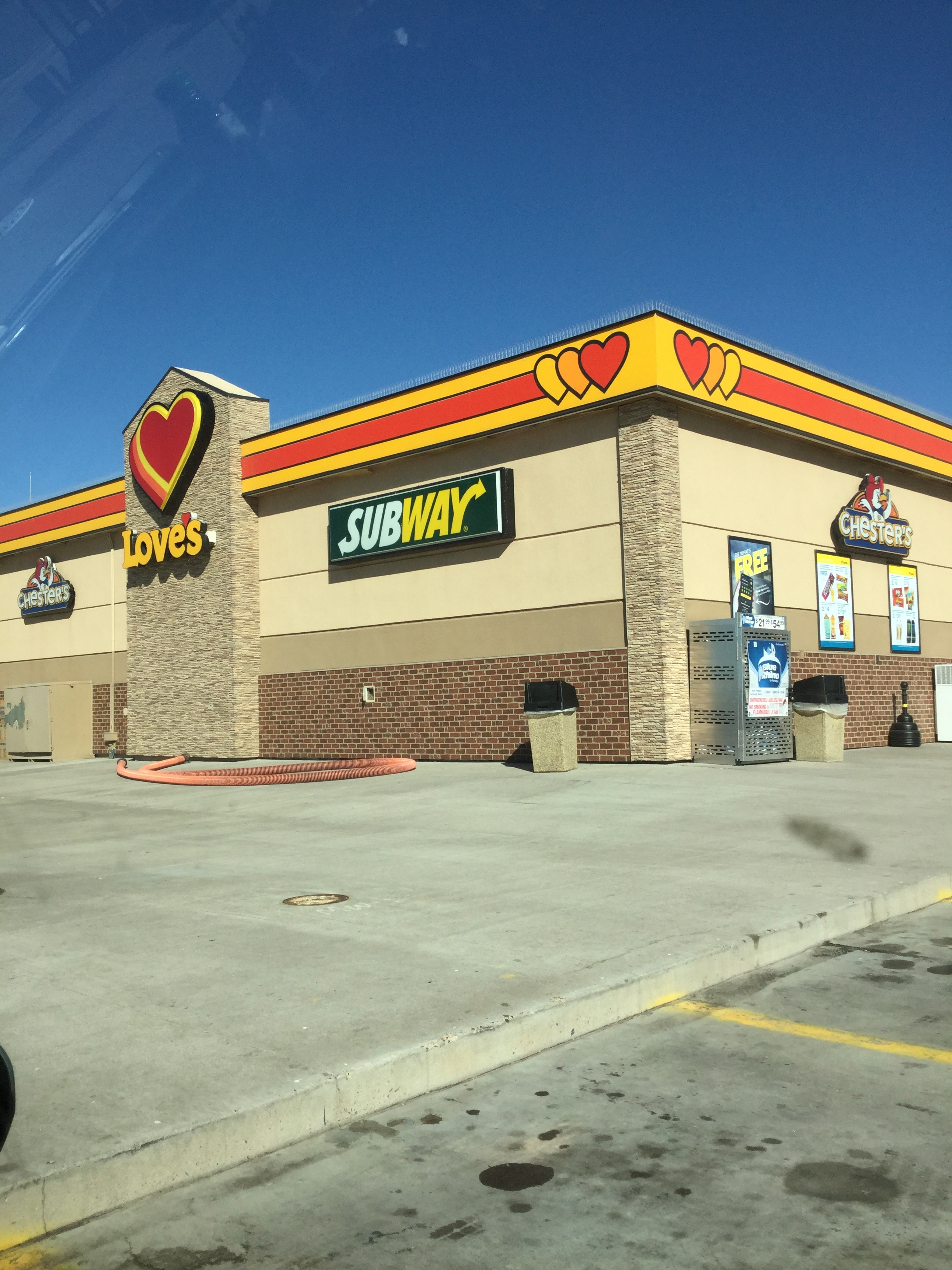
Um ponto de parada de viagem da Love's com um Subway e um Chester's Chicken